# Пантанос-де-Сентла
Пантанос-де-Сентла (ідентифікатор WWF: NT0148) — неотропічний екорегіон тропічних та субтропічних вологих широколистяних лісів, розташований на півдні Мексики.

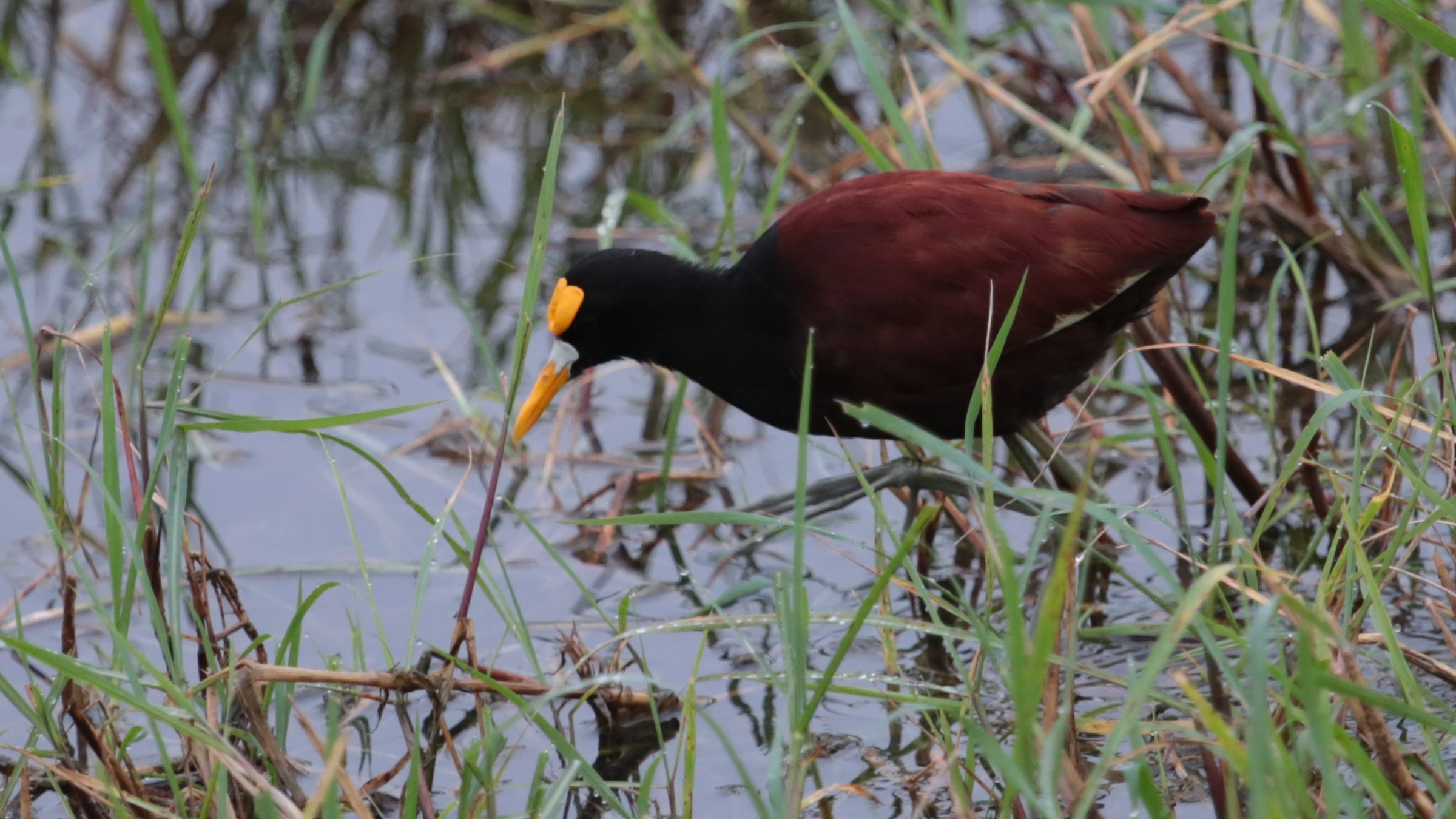
Жовтолоба якана (Jacana spinosa) на болотах регіону

## Географія
Екорегіон Пантанос-де-Сентла охоплює великий масив заболочених лісів та водно-болотних угідь площею понад 17 000 км², розташований на узбережжі Мексиканської затоки, переважно на території штату Табаско. Він охоплює велику алювіальну низовину, висота якої не перевищує 10 м над рівнем моря. На значній частині цієї низовини розкинулася дельта річок Усумасінта та Гріхальва, які розгалужуються, утворюючи численні рукави, і впадають у Мексиканську затоку та Лагуну-де-Термінос. В регіоні переважають глибокі, дуже кислі та багаті на органічні речовини ґрунти, що робить їх дуже продуктивними.
На захід та південь від боліт Пантанос-де-Сентли розташований екорегіон вологих лісів Петену та Веракрусу, а на схід — екорегіон вологих лісів Юкатану. У зоні солонуватої води, розташованій між болотами регіону та відкритою водою Лагуни-де-Термінос, поширені мангри Усумасінти.

## Клімат
В межах екорегіону переважає мусонний клімат (Am за класифікацією кліматів Кеппена) або екваторіальний клімат (Af за класифікацією Кеппена). Середня температура тут становить 26,1 °C і є однією з найтепліших у Мексиці, а середньорічна кількість опадів коливається від 1500 до понад 2000 мм. Дощі в регіоні йдуть протягом всього року, за винятком посушливих періодів у березні-квітні та липні-серпні.

## Флора
Рослинний покрив екорегіону представлений напіввічнозеленими прісноводними заболоченими лісами, які регулярно затоплюються водою, та водно-болотними угіддями. Серед дерев, поширених у лісах регіону, слід відзначити чорну оливкову терміналію (Terminalia buceras), кампеєве дерево (Haematoxylum campechianum), жовту момбіну (Spondias mombin), рожеву табебую (Tabebuia rosea), гондураський довгоплідник (Lonchocarpus hondurensis), гірку ватайрею (Vatairea lundellii), гумбо-лімбо (Bursera simaruba), бразильське гуананді (Calophyllum brasiliense), гондураське червоне дерево (Swietenia macrophylla), сапотілове дерево (Manilkara zapota), бавовняне дерево (Ceiba pentandra), духмяну кедрелу (Cedrela odorata) та різні види коралових дерев (Erythrina spp.). Також у цих лісах поширені різноманітні папороті, орхідеї та бромелії.
У водно-болотних угіддях регіону поширена різноманітна вільноплаваюча водна рослинність. Серед поширених в регіоні гідрофітів слід відзначити звичайний водяний гіацинт (Pontederia crassipes), водяний салат (Pistia stratiotes) та вушкоподібну сальвінію (Salvinia auriculata). У прибережних районах поширені зарості широколистого рогозу (Typha latifolia) та стрілолистого очерету (Gynerium sagittatum), а також деякі дерева та кущі, зокрема дальбергії Брауна (Dalbergia brownei), водяні пахіри (Pachira aquatica), барбадоські кокколоби (Coccoloba barbadensis), гондураські довгоплідники (Lonchocarpus hondurensis), ланцетолисті мавпячі сережки (Pithecellobium lanceolatum) та техаські пальметто (Sabal minor).

## Фауна
Фауна екорегіону демонструє тісний зв'язок з його затоплюваними лісами та водно-болотними угіддями. Тут зустрічається майже 360 видів птахів, 86 видів плазунів, 26 видів земноводних та понад 120 видів ссавців. Серед великих тварин, поширених в регіоні, слід відзначити білохвостого оленя (Odocoileus virginianus), центральноамериканську мазаму (Mazama temama), ошийникового пекарі (Dicotyles tajacu), центральноамериканську коату (Ateles geoffroyi), мексиканського ревуна (Alouatta palliata mexicana) та юкатанського бурого ревуна (Alouatta pigra), а також ягуара (Panthera onca), найбільшого хижака Месоамерики. У водоймах регіону зустрічаються американські ламантини (Trichechus manatus), які запливають з Мексиканської затоки у пошуках водної рослинності, а також центральноамериканські крокодили (Crocodylus moreletii), центральноамериканські річкові черепахи (Dermatemys mawii) та тропічні панцирники або пехелагарто (Atractosteus tropicus).
Серед дрібних ссавців, поширених у лісах екорегіону, слід відзначити низинну паку (Cuniculus paca), мексиканську рудочереву вивірку (Sciurus aureogaster), мексиканські коенду (Coendou mexicanus), оцелота (Leopardus pardalis), ягуарунді (Herpailurus yagouaroundi), білоносу носуху (Nasua narica), звичайного ракуна (Procyon lotor), дев'ятипоясного броненосця (Dasypus novemcinctus), північного тамандуа (Tamandua mexicana), північного чотириокого опосума (Philander vossi) та різноманітних рукокрилих, зокрема довгоносих мішкокрилів (Rhynchonycteris naso) та ямайських плодоїдів (Artibeus jamaicensis). У водно-болотних угіддях регіону зустрічаються неотропічні видри (Lontra longicaudis) та різноманітні водоплавні й коловодні птахи, зокрема червонодзьобі свистачі (Dendrocygna autumnalis), мускусні качки (Cairina moschata), рябодзьобі пірникози (Podilymbus podiceps), неотропічні ябіру (Jabiru mycteria), білі ібіси (Eudocimus albus), рожеві косарі (Platalea ajaja), великі чепури (Ardea alba), зелені чаплі (Butorides virescens), широкодзьобі кваки (Cochlearius cochlearius), бразильські баклани (Nannopterum brasilianum), жовтолобі якани (Jacana spinosa), болотяні пастушки (Aramides albiventris), червоноокі шуліки-слимакоїди (Rostrhamus sociabilis), скопи (Pandion haliaetus) та саванові катарти (Cathartes burrovianus).

## Збереження
За оцінками, між 1940 і 1990 роками площа лісів скоротилася з 80 % до приблизно 8 % від загальної площі регіону. Більша частина залишків природної рослинності є відносно незайманою, однак перебуває під загрозою фрагментації та антропогенного тиску. Основними загрозами для збереження природи регіону є знищення лісів заради заготівлі деревини та розширення сільськогосподарських угідь, а також промислове забруднення.
Оцінка 2017 року показала, що 5644 км², або 33 % екорегіону, є заповідними територіями. Основною природоохоронною територією регіону є Біосферний заповідник Пантанос-де-Сентла, створений у 1992 році. У 1995 році заповідник був визнаний Рамсарським водно-болотним угіддям міжнародного значення.